# Ian Goodison
Ian Goodison, né le 21 novembre 1972 à Montego Bay en Jamaïque, est un footballeur international jamaïcain. Il évolue au poste de défenseur central au Tranmere Rovers depuis 2004. Il est, avec 120 sélections, le joueur le plus capé de l'histoire de l'équipe de Jamaïque.

## Carrière

### En club
Goodison commence sa carrière en Major League jamaïcaine (D3) avec le club de l'Olympic Gardens.
Il est transféré l'été 1999 au club anglais de Hull City en 3rd Division (D4). Il joue 71 matchs avec les Tigers et marque un but entre 1999 et 2002.
Il retourne en Jamaïque, en 2002, il est transféré à Seba United en Premier League Jamaïcaine.
Lors du mercato d'hiver 2004, il est transféré au club anglais de Tranmere Rovers en League One (D3) et Il joue 366 matchs avec les Super Whites et marque 11 buts entre 2004 et 2014.
Il prend sa retraite le 1er juillet 2014.

### En sélection nationale
Il connaît sa première sélection en équipe de Jamaïque le 3 mars 1996 face au Guatemala (victoire 2 buts à 0).
Il est sélectionné dans le groupe jamaïcain des 22 joueurs participants à la Coupe du monde de football 1998 en France et participe à trois matchs : contre la Croatie, face à l'Argentine et face au Japon.
Il a auparavant pris part avec la sélection à la Coupe du monde 1998, à la Gold Cup 1998, à la Gold Cup 2000, à la Gold Cup 2009 et à la Gold Cup 2011.

### Buts en sélection
| Buts | Dates            | Stades, Villes, Pays                  | Matchs, Compétitions              | Résultats | Adversaires            | Sél. |
| ---- | ---------------- | ------------------------------------- | --------------------------------- | --------- | ---------------------- | ---- |
| 1er  | 3 mars 1996      | Independence Park, Kingston, Jamaïque | Match amical                      | V 2-0     | Guatemala              | 1er  |
| 2e   | 17 novembre 1996 | Independence Park, Kingston, Jamaïque | Éliminatoires coupe du monde 1998 | V 1-0     | Mexique                | 12e  |
| 3e   | 24 octobre 1997  | Bones Park, Castries, Sainte-Lucie    | Match amical                      | V 3-1     | Sainte-Lucie           | 22e  |
| 4e   | 22 février 1998  | Independence Park, Kingston, Jamaïque | Match amical                      | N 2-2     | Nigeria                | 31e  |
| 5e   | 22 juillet 1998  | Independence Park, Kingston, Jamaïque | Coupe caribéenne 1998             | V 4-0     | Îles Caïmans           | 41e  |
| 6e   | 24 juillet 1998  | Independence Park, Kingston, Jamaïque | Coupe caribéenne 1998             | V 3-2     | Antilles néerlandaises | 42e  |
| 7e   | 26 juillet 1998  | Independence Park, Kingston, Jamaïque | Coupe caribéenne 1998             | V 2-1     | Haïti                  | 43e  |
| 8e   | 29 août 2002     | Vicarage Road, Watford, Angleterre    | Match amical                      | V 3-0     | Inde                   | 84e  |
| 9e   | 18 août 2004     | Independence Park, Kingston, Jamaïque | Éliminatoires coupe du monde 2006 | N 1-1     | États-Unis             | 102e |
| 10e  | 15 juin 2008     | Independence Park, Kingston, Jamaïque | Éliminatoires coupe du monde 2010 | V 7-0     | Bahamas                | 112e |